# Strange Brew (canción)
«Strange Brew» es una canción de 1967 del supergrupo británico Cream. Se lanzó a finales de mayo como el sencillo principal del álbum Disraeli Gears. En la canción Eric Clapton adopta el papel de cantante principal, en detrimento del habitual Jack Bruce. El sencillo llegó al puesto número 17 de las lista británicas en junio de ese mismo año.

## Posición en listas
| Lista (1967)     | Posición |
| ---------------- | -------- |
| UK Singles Chart | 17       |

## Personal
- Eric Clapton - guitarra, voz principal
- Jack Bruce - bajo, voz
- Ginger Baker - batería, voz